# BSWW Mundialito 2011
Navigation
2010 2012
L'édition 2011 du BSWW Mundialito est la 16e fois que se tient la compétition. Elle a lieu sur la plage de Praia da Rocha à Portimão (Portugal) du 10 au 12 août 2011.
L'équipe du Brésil remporte pour la 12e fois le tournoi.

## Participants
- Brésil

- France

- Mexique

- Portugal

## Déroulement
La compétition se déroule dans un format tournoi toutes rondes où tous les participants sont opposés une seule fois au cours de la compétition. Lors d'une égalité, la différence de buts particulière prime sur celle générale.

## Tournois

### Détails des matchs
| 10 août 2011 | Brésil                                                      | 6 – 2 | Mexique                      | Praia da Rocha, Portimão, Portugal |  |
| 16:00        | Sidney 21e, 24e · André 23e, 27e · Bruno 29e · Anderson 32e |       | 8e C. Fargoso · 33e M. Plata |                                    |  |
| 16:00        | Rapport                                                     |       |                              |                                    |  |

| 10 août 2011 | France                                   | 2 – 6 | Portugal                                                         | Praia da Rocha, Portimão, Portugal |  |
| 17:15        | Jérémy Basquaise 1re · Didier Samoun 27e |       | 1re Alan · 9e, 26e J. Santos · 19e B. Torres · 35e, 36e Belchior |                                    |  |
| 17:15        | Rapport                                  |       |                                                                  |                                    |  |

| 11 août 2011 | Brésil                                                              | 7 – 4 | France                                                                  | Praia da Rocha, Portimão, Portugal |  |
| 16:00        | Betinho 4e, 7e, 26e · Bruno 14e · Sidney 17e · André 19e · Fred 28e |       | 9e, 36e Anthony Barbotti · 14e Jean-Marc Edouard · 26e Ghyslain Touchat |                                    |  |
| 16:00        | Rapport                                                             |       |                                                                         |                                    |  |

| 11 août 2011 | Portugal                      | 3 – 5 | Mexique                                                                    | Praia da Rocha, Portimão, Portugal |  |
| 17:15        | Belchior 3e, 14e · Madjer 25e |       | 8e O. Cervantes · 10e, 31e R. Villalobos · 13e A. Rodríguez · 14e M. Plata |                                    |  |
| 17:15        | Rapport                       |       |                                                                            |                                    |  |

| 12 août 2011 | Mexique                                                                           | 7 - 4 | France                                             | Praia da Rocha, Portimão, Portugal |  |
| 16:00        | M. Plata 2e, 27e · O. Cervantes 7e, 7e, 15e · J. Navarrete 26e · A. Rodríguez 31e |       | 12e, 28e, 35e Didier Samoun · 33e Ghyslain Touchat |                                    |  |
| 16:00        | Rapport                                                                           |       |                                                    |                                    |  |

| 12 août 2011 | Portugal                                                 | 4 - 2 | Brésil                   | Praia da Rocha, Portimão, Portugal |  |
| 17:15        | R. Coimbra 3e · Madjer 9e · Belchior 27e · J. Santos 33e |       | 30e Benjamin · 30e André |                                    |  |
| 17:15        | Rapport                                                  |       |                          |                                    |  |

### Classement final
| Équipe   | J | G | G+ | P | Bp | Bc | +/- | Pts |
| -------- | - | - | -- | - | -- | -- | --- | --- |
| Brésil   | 3 | 2 | 0  | 1 | 15 | 10 | +5  | 6   |
| Portugal | 3 | 2 | 0  | 1 | 13 | 9  | +4  | 6   |
| Mexique  | 3 | 2 | 0  | 1 | 14 | 13 | +1  | 6   |
| France   | 3 | 0 | 0  | 3 | 10 | 20 | −10 | 0   |

Le Brésil termine en tête malgré sa défaite contre le Portugal car, sur les deux matchs l'opposant aux équipes avec qui il est à égalité (Mexique et Portugal), il possède une différence de buts particulière de +2 (victoire 6-2 et défaite 4-2) tandis que le Mexique n'a que -2 (2-6 et 5-3) et le Portugal 0 (3-5 puis 4-2).

### Classement des buteurs
| 5 buts - Belchior 4 buts - André - M. Plata - O. Cervantes - Didier Samoun 3 buts - Betinho - Sidney - Jordan Santos 2 buts - Bruno Malias - Madjer - R. Villalobos - A. Rodríguez - Anthony Barbotti - Ghyslain Touchat | 1 but - Benjamin - Anderson - Fred - Alan - B. Torres - R. Coimbra - C. Fargoso - J. Navarrete - Jérémy Basquaise - Jean-Marc Edouard |

## Trophées individuels
- Meilleur joueur :  Belchior
- Meilleurs buteurs :  Belchior (5 buts)
- Meilleur gardien :  Paulo Graça